# Illa Pirallahi

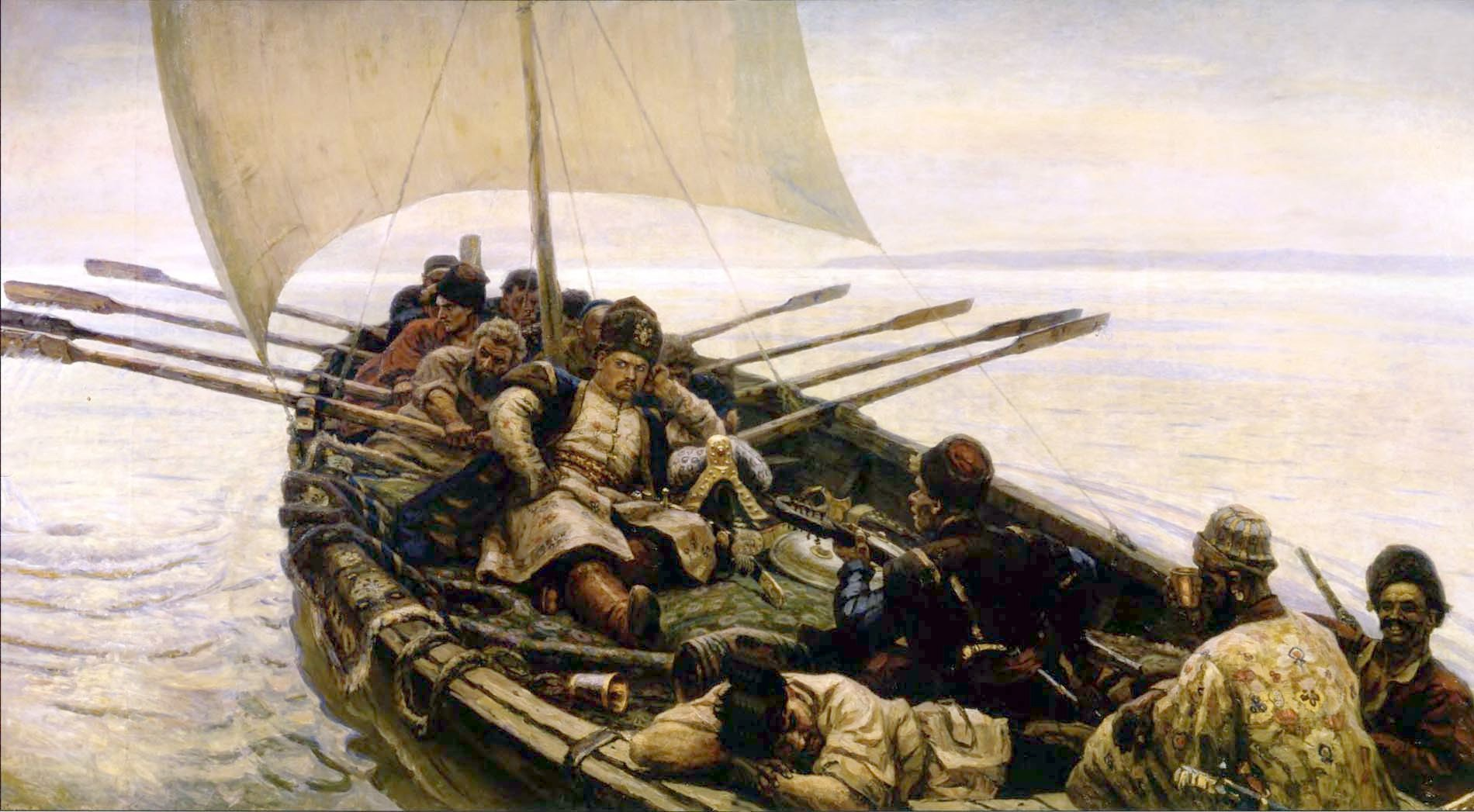
Stenka Razin a la mar Càspia (Vasili Súrikov).

L'illa Pirallahi o illa Pirallakhi (en àzeri: Pirallahı Adasi) és una illa a la mar Càspia. L'illa forma part de l'Azerbaidjan, i es troba just enfront de la costa nord-est de la península Apsheron, 43 km a l'est de Bakú, la capital del país.
Fa 11 km de llarg i té una amplària màxima de 4 km. Administrativament pertany al districte de Khazar a Bakú.
Els dipòsits de petroli a la part nord de Pirallahi s'estimen en 1,2 milions de tones. Els vols a altres illes rarament visitades de la mar Càspia estan disponibles des d'un heliport a l'extrem sud de l'illa.

## Història
Durant l'època de l'ocupació russa de l'Azerbaidjan, l'illa es deia Svyatoy (del rus: Святой - "El sant"). Es diu que existeix un botí submarí a l'extrem nord de l'illa d'una batalla del 1660 entre els perses i el revolucionari cosac Stenka Razin.
L'illa Pirallahi és dels primers llocs on es va extreure petroli a l'Azerbaidjan. Ja a la dècada de 1820 es va dividir l'illa en dues zones diferenciades, una residencial i una altra on es refinava el petroli.
Durant l'era soviètica, quan Azerbaidjan va ser part de la URSS, l'illa va passar a dir-se Artëm o l'illa de Artyom, en honor del revolucionari rus-ucraïnès Fyodor Sergeyev "Artyom". L'illa Pirallahi té un assentament anomenat Artyom. L'antic poble va ser abandonat a causa de la pujada de les aigües de la mar Càspia, i els residents van ser traslladats a uns apartaments construïts per presoners alemanys el 1948.